# Saint-Prix, Val-d'Oise
Saint-Prix là một xã ở tỉnh Val-d’Oise, thuộc vùng Île-de-France ở miền bắc nước Pháp.